# فرانك شافر ألين
فرانك شافر ألين (بالإنجليزية: Frank Shaver Allen)‏ هو مهندس معماري وعالم إنسان أمريكي، ولد في 1860، وتوفي في 1934.